# Farida Hussein
Pour les articles homonymes, voir Hussein.
Farida Hussein, née en 2006 au Caire, est une gymnaste rythmique égyptienne.

## Carrière
Aux championnats d'Afrique de gymnastique rythmique 2022 au Caire, Farida Hussein est médaillée d'or par équipes, au cerceau et aux massues ainsi que médaillée d'argent au concours général individuel au ballon et au ruban.
Elle est médaillée d'or par équipes ainsi qu'au ruban et médaillée de bronze au cerceau et au ballon lors des Championnats d'Afrique de gymnastique rythmique 2023 à Moka.
Elle remporte la médaille d'or en groupes aux Championnats d'Afrique de gymnastique rythmique 2024 à Kigali.